# Monocentrus robustarcus
Monocentrus robustarcus är en insektsart som beskrevs av Boulard 1971. Monocentrus robustarcus ingår i släktet Monocentrus och familjen hornstritar. Inga underarter finns listade i Catalogue of Life.